# Isopentan
Isopentan eller metylbutan är ett grenat, mättat kolväte (en alkan) med fem kolatomer med formeln C5H12 eller CH(CH3)2(C2H5).
Isopentan är en extremt flyktig och extremt brandfarlig vätska vid rumstemperatur. Det är en isomer till pentan och neopentan. Den normala kokpunkten är bara några grader över rumstemperatur och isopentan kokar lätt och avdunstar under en varm dag. Den kritiska temperaturen är 187,8 °C.
Isopentan används ofta tillsammans med flytande kväve för att uppnå en temperatur på −160 °C. Naturgas innehåller vanligtvis en procent eller mindre isopentan, men det är en betydelsefull komponent i naturgasbaserad bensin.

## Nomenklatur
Det traditionella namnet isopentan behölls fortfarande i IUPAC:s rekommendationer från 1993, men rekommenderas inte längre enligt rekommendationerna från 2013. Det föredragna IUPAC-namnet är det systematiska namnet 2-metylbutan. En isopentylgrupp är en delmängd av den generiska pentylgruppen. Den har den kemiska strukturen - CH3CH2CH(CH3)2.

## Isomerer
Isopentan är en av tre strukturella isomerer med molekylformeln C5H12, de andra är pentan (n-pentan) och neopentan (dimetylpropan).

## Användning
Isopentan används i en sluten slinga i geotermisk kraftproduktion för att driva turbiner.
Isopentan används, tillsammans med torris eller flytande kväve, för att frysa vävnader för kryosektion i histologi.
Isopentan är en huvudkomponent (ibland 30 procent eller mer) av naturgasbaserad bensin, en analog av vanlig petroleumbaserad bensin som kondenseras från naturgas. Den har ett betydligt högre oktantal (93,7 RON) än n-pentan (61,7), och därför finns det intresse för konvertering från den senare.